# 원정화 간첩사건
원정화 간첩사건은 원정화(元正花, 구속 당시 34세 여성)가 조선민주주의인민공화국에서 위장 탈북하여 대한민국에서 군인 장교와 탈북 단체 간부 등을 통해 주요 군사 기밀을 유출해 조선민주주의인민공화국으로 빼돌린 사건으로, 2008년 8월 27일 그녀의 애인인 육군 장교 황 아무개 대위(진)(정훈병과, 당시 26세)과 그녀의 계부를 포함해 총 3명이 국군기무사령부에 의해 구속된 사건이다. 기무사는 2005년 9월 원정화가 결혼정보회사를 통해 군 장교와 교제하며 간첩행위를 한 정황을 포착해 조사해 왔다고 밝혔다. 현재 당국은 군에 침투해 각종 대남 공작활동을 하고 있는 간첩 용의자를 50여 명으로 보고 조사중에 있다. 원정화는 2006년 11월부터 2007년 5월까지 군부대를 돌아다니며 안보강연을 하러 다니다가 북한의 주장을 선전한다는 이유로 안보강사에서 물러나기도 했다. 원정화는 징역 5년을 선고받았고 황아무개 대위(진)은 대위진급이 취소됨은 물론 현역부적합전역을 하고 육군교도소에 입창했다.
2008년 이명박 정권은 집권초반기인 5월부터 광우병으로 인한 시민들의 대규모 촛불 집회가 시작되면서 정치적 위기를 겪었다. 그리고 3달 후인 그 해 8월, 일명 '여간첩 원정화'사건이 각종 언론에서 대서특필되었고 자연스레 촛불집회에 대한 관심이 줄어들게 되었다. 
원정화 사건이 이전의 간첩사건과 달랐던 점은 우선 여성 탈북자 신분인데다 영화 '쉬리'처럼 군인과 위장 연애를 한 것으로 밝혀졌다는 것이다. '한국의 마타하리'란 별명으로 불렸던 원정화였지만 SBS 그것이 알고싶다 프로그램을 통해 수많은 의문점을 남겼다.
'한국판 마타하리'라고 불린 그녀의 뒤에는 '미녀 간첩', '성 로비', '미인계' 등의 자극적인 꼬리표가 따라붙었고, 대다수 언론들은 미모를 바탕으로 군 장교를 포섭하여 기밀을 빼내려 했던 원정화의 행적을 앞 다투어 보도했었다. 
당시 원정화는 모든 혐의를 인정하고 항소를 포기해 징역 5년형이 확정된 상황이었다. 
하지만 SBS 그것이 알고 싶다 제작진은 "원정화의 자백을 기초로 한 합동수사본부의 수사 결과와 공소 내용을 두고 많은 탈북자들은 말이 되지 않는다며 의문을 표시했고, 평소 그녀의 생활태도와 행동을 고려했을 때 간첩으로서의 능력과 자질에 대해 회의적인 반응을 보인 사람들이 많았다"고 이의를 제기하였다. 
원정화는 2008년 국가보안법 위반 혐의로 검거 후 징역 5년을 선고받고 2013년 만기 출소했으며, 이후 2017년 원정화의 간첩 혐의에 대한 의혹이 짙어지면서, 처벌을 받고 나온 후 녹음된 원정화의 육성 파일이 공개돼 화제가 되었었다. 
녹음 파일에서 원정화는 국정원에서 진술했던 금성 정치대학 졸업과 15세 때 보위부에 차출됐다는 내용이 거짓이라는 내용이 담겨있었다. 
원정화는 "당시 수갑을 차고 갑자기 끌려가서 조사를 받는데 너무 무서웠고 학력을 물어보는데 고등학교도 못 나왔다고 말할 수 없어 금성 정치대학에서 공부했다는 허위 진술을 했다"라고 당시 상황을 설명하였다. 
원정화의 측근들 역시 "그는 북한에서 있을 당시 고등중학교도 졸업을 못 했고 이메일 하나 자신이 깔 수 없는 사람이었는데 무슨 간첩은 간첩이냐"라며 그녀의 간첩설을 부인하였다. 
그녀의 애인으로 알려진 육군 장교 황 아무개 대위(진)는 원정화가 간첩임을 알고도 신고하지 않았다고, '국가보안법 '불고지죄로 3년의 징역형을 살았다.
그런데 원정화 사건은 원정화의 자백 이외에는 객관적인 증거는 거의 없었기에 이명박 정권 당시 수사기관이었던 국정원이 억지로 짜집기하여 조작한 사건이 아니냐는 수많은 의심을 받았다. 
원정화에게 공작지령을 했다는 원정화의 의붓 아버지는, 간첩사건에 대해 법원에서 무죄판결을 받았는데 의붓 아버지로부터 공작지령을 받았다는 원정화는 법원에서 유죄판결을 받은 웃지 못할 상황이 일어났다.

## 기타
2008년 원정화 사건의 최초 수사 책임자였던 보안수사대장은 2017년 자살을 했다. 그는 이 사건후 10년간 사건이 조작되었다고 주장해 왔다.

## 참고 자료
- “軍 침투 간첩용의자 50여명”, 동아일보 2008년 8월 30일
- 탈북자 위장 여간첩 원정화, 어떻게 검거했나?, 한국재경신문 2008년 8월 30일[깨진 링크(과거 내용 찾기)]
- 원정화, 2006년 황장엽 접근 시도, 중앙일보 2008년 8월 30일[깨진 링크(과거 내용 찾기)]